# Orgue de l'església de Sant Julià
L'orgue de la parròquia de Sant Julià, a Campos, Mallorca, es troba actualment sobre la quarta capella de l'esquerra en referència a l’altar major. Es troba en perfectes condicions i es manté en actiu.

## Descripció de la consola
L’instrument consta de dos teclats de 56 notes (C-g’’’) d’octava allargada, abans de l’ultima reforma eren de 45 notes, partien de l’Orgue Major entre c’-cs’. A més el seu pedal consta de 30 notes (C-f ’), però no disposa de jocs propis sinó només d’acoblaments als dos manuals.
La disposició serà la següent:
Orgue Major:
1º Flautat: 8 peus, 56 notes; 2º Violon: 8 peus, 56 notes;3º Salicional 8 peus, 56 notes; 4º Octava: 4 peus, 56 notes; 5º Quinzena: 2 peus, 56 notes, 6º Violon: 16 peus, 56 notes; 7º Ple: 3 punts, 168 notes; 8º Trompeta reial: 8 punts, 56 notes; 9º Clarí: 4 peus, 56 notes.
Orgue d'ecos:
10º Flauta: 8 peus, 56 notes;11º Gamba: 8 peus, 56 notes; 12º Celesta: 8 peus, 44 notes;13º Ocarina: 4 peus, 56 notes; 14º Fagot i oboè: 8 punts, 56 notes.
Pedals d'efectes:
1º Reunió del teclat de pedals al primer manual; 2º Reunió del teclat de pedals del segon manual; 3º Reunió dels teclats de mà; 4º Pedal d'expressió en bascula per tot l’orgue; 5º pedal de trèmolo expressiu per tots el registres del segon teclat.

## Història de l’Orgue
La primera notícia que trobem de l`existència d’un orgue o de la possibilitat de tenir-ho a la parròquia de Campos data del 23 de març de 1578, data a la qual el canonge Agustí Ferragut proposà al consell comprar un orgue per la parròquia de Campos. Així l’any 1599 el consell es determina a construir l’orgue, el qual es va finalitzar l’any 1626. L’orgue es va mantenir en actiu des de la seva construcció i durant tot el segle xviii, ja que d’aquestes dades només podem trobar el nom dels organistes i que a l’any 1759 Damià Caymari II cobrà 350 lliures per reformar l’instrument
Ja a l’any 1849 Antoni Portell y Fullana va posar a punt l’orgue, però el que més destacarem es el que es va fer l’any 1855, quan va reformar l’orgue afegint-li tres registres més.
A partir de 1863 es farà a Campos una nova església, per aquest motiu l’orgue fos desmuntat i muntat novament a la nova església per part de l’orguener Joan Puig l’any 1864, ell mateix seria l'encarregat del manteniment de l’orgue fins l’any 1886, quan Vicenç Arbona va cobrar 80 lliures per posar un doble teclat nou a l’orgue. Durant aquest final de segle trobem nombroses dades sobre el manteniment de l’orgue, la qual cosa indica que es feia un ús regular de l’orgue a la nova església.
Fins l’any 1926 l’orgue es mantindrà en actiu així, es a aquest any quan es farà notar que l’orgue necessitava d’una restauració profunda, així l'ecònom D. Antoni Tomàs i Puigserver, encarregà a la casa constructora d’orgues “Amezúa y Compañía” de San Sebastián el pla y el pressupost per la reforma i modernització de l’orgue, aquesta reforma incloïa entre altres coses la col·locació de dos nous teclats de ma de 56 notes cadascun, els quals es varen fer de marfil i banús; a més d’un teclat de peu de 30 notes col·locats a una consola i adherits a l’orgue fet de roure americà, també es construiran diferents efectes nou a l’orgue i un trèmolo expressiu per al segon teclat. El “nou” orgue fou estrenat el 2 de setembre de l’any 1928 a la tradicional festa de l’Obra, sent l’aniversari de la benedicció del temple parroquial. Però aquesta reforma va suprimir la Cadireta, l’octava curta i alguns jocs representatius del Plenum de l’orgue original.
L’orgue es va utilitzar activament fins l’any 1977, quan es va voler reformar l’orgue del Convent de Campos, degut a això es va reformar també l’orgue de l'església, però per diverses raons aquesta reforma no es durà a terme fins l’any 1982. Aquesta reforma la varen dur a terme els orgueners Calvano i Bernal i va augmentar la sonoritat de l’orgue, es varen canviar els tubs deteriorats a més d’afegir alguns registres i es varen arreglar alguns elements de l’orgue que feia temps que no funcionaven. L’orgue s’estrenarà a la següent festa de l’Obra, l’any 1982. Degut als canvis en els costums litúrgics, l’ús de l’orgue es queda reduït a les grans solemnitats i per solemnitzar les celebracions del sagrament del matrimoni, quedant així l’orgue pràcticament en desús. Tot i això trobem Constança d’una última restauració feta per Gerhard Granzing l’any 1993 on, entre altres coses, es restauraria el segon teclat, que ja no funcionava, a més de tractar el corc que afectava l’orgue i restaurar les transmissions pneumàtiques. Amb aquesta última restauració l’orgue funciona perfectament fins l’actualitat.

## Organistes
Trobarem un gran nombre d’organistes que treballaren al poble de Campos amb aquest orgue, per això els nombrarem breument, així com els anys durant els quals varen ser organistes,per ordre cronològic.

### Organistes dins elseglexvii
- Miquel Fullana 1583 – 1623
- Mateu Fullana 1623 – 1629
- Jaume Ballester 1629 – 1651
- Blai de Haro 1652 – 1666
- Bartomeu Vanrell 1666 – 1673
- Miquel Onofre Fullana 1673 – 1687
- Jaume Antoni Cirerois 1687 – 1699
- Antoni Mercadal 1699 – 1715

### Organistes dins elseglexviii
- Miquel Mercadal 1715 – 1738
- Magí Mas 1728 – 1747
- Pere Mas 1747 – 1789

### Organistes dins elseglexix
- Miquel Ballester 1800 – 1806
- Antoni Mas Ferretjans 1806 – 1858
- Miquel Ladó Reus 1858 – 1905

### Organistes dins el segle XX
- Joan Ginard Sala 1905 – 1912
- Bartomeu Garcia Mas1912 – 1947
- Guillem Bennàsser Alou 1947 – 1951
- Frances Caldés Mas 1951 – 1953
- Andreu Mulet Bujosa
- Mn Bartomeu Ballester Monserrat.